# گلستانه (کاشان)
گلستانه (کاشان)، روستایی از توابع بخش قمصر شهرستان کاشان در استان اصفهان ایران است.

## جمعیت
این روستا در دهستان قهرود قرار دارد و براساس سرشماری مرکز آمار ایران در سال ۱۳۸۵، جمعیت آن ۱۷ نفر (۵خانوار) بوده‌است.
خاندان صادقی گلستانه مدت‌ها قبل درانجازندگی می‌کردندوبزرگ خاندان یا به قول اهالی انجا ارباب شان جواد صادقی گلستانه می‌باشد.اقا جواد صادقی گلستانه فرزند حیدر علی یکی‌از شیرمردان این روستا میباشد که سال ها دراین روستا همره بامادرش به نام فرهنگ زندگی میکرد  این روستا دارای  دو استخر بزرگ یا به عبارتی سلخ میباشد 
این روستا مدرسه کوچکی دارد که آقا جواد در همین مدرسه همراه با خواهران وبرادران تحصیل کرده اند
اهالی این روستا طبق برسی هایی که شده از اطراف نوش اباد به این روستا کوچ کرده اند وبرای زندگی این منطقه را برمی‌گزینند

## آب و هوا
منطقه گلستانه یکی از منطق ناب شهرستان کاشان که دران جا بیشترین گل منطقه قمصرکاشته می‌شود